# 杉江清
杉江 清（すぎえ きよし、1912年4月13日 - 2006年8月1日）は、日本の文部官僚。文部省大学学術局長、国立科学博物館長、公立学校共済組合理事長などを歴任した。

## 人物・経歴
愛知県出身。東京商科大学付属商業教員養成所を経て、1941年旧制東京商科大学（現一橋大学）卒業。大学では米谷隆三ゼミナールに参加。
東京明治工業専門学校（現明治大学理工学部）教授、文部省初等中等教育局職業教育課長、文部省初等中等教育局中等教育課長、文部省大臣官房人事課長、文部省調査局長を経て、文部省体育局長として東京オリンピックの準備にあたった。
1962年1月から文部省管理局長を務めたのち、1964年から文部省大学学術局長として大学の学部学科増設や大学闘争への対応などにあたった。1966年から1970年まで国立科学博物館館長。退任後は、公立学校共済組合理事長や私立大学理事、社団法人日本図書教材協会会長を務めた。1993年から1999年まで多摩美術大学監事。
1977年情勢不安が続くヴィエンチャンで、長男の杉江清一駐ラオス臨時代理大使夫妻が惨殺死体で見つかった事件に関し、強盗による犯行とした外務省に対し、官僚特有の事なかれ主義や形式主義であると批判。事件の真相解明を求め続けていたが、2006年8月1日に心不全のため死去した。

## 著作
- （編著）『中学校・高等学校における産業教育の現状と問題点』（雇用問題研究会、1952）
- 『教職員の福利厚生と共済組合制度 : 公立学校共済組合の運営』（第一法規出版、1980）